# Brunon Zembol

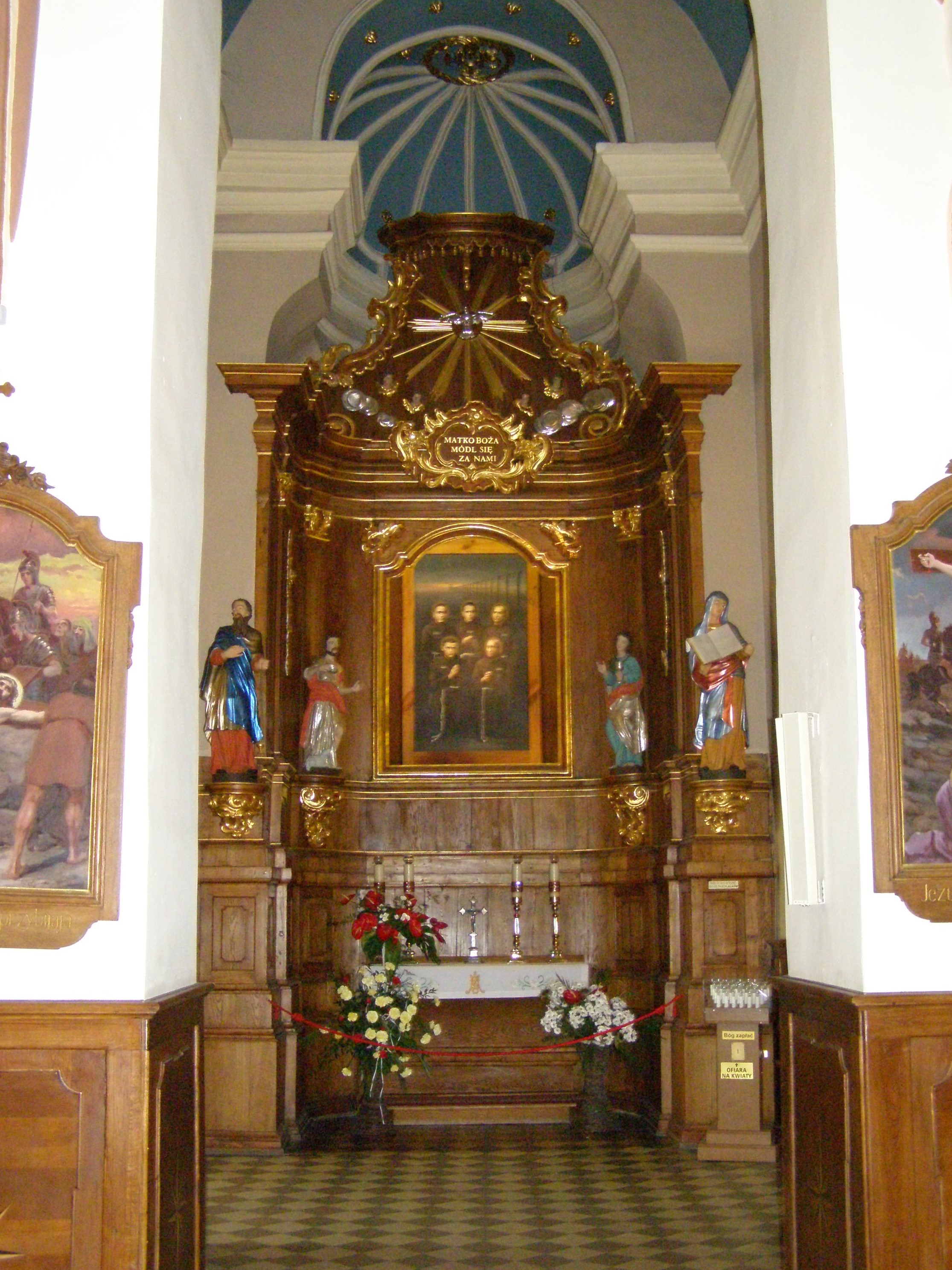
Brunon Zembol w grupie męczenników franciszkańskich - ołtarz w kościele Wszystkich Świętych we Włocławku

Brunon Zembol OFM, Jan Brunon Zembol (ur. 7 września 1905 w Łętowni, zm. 21 sierpnia 1942 w Dachau) – błogosławiony Kościoła katolickiego, polski duchowny katolicki, brat mniejszy - reformat, męczennik II wojny światowej.
Urodził się we wsi Łętownia w rodzinie średnio zamożnych gospodarzy jako jedno z trzynaściorga dzieci. Jego rodzicami byli Franciszek i Anna z Radoniów. W latach 1912–17 uczęszczał do miejscowej szkoły podstawowej. W 1922 roku wstąpił do Zakonu Braci Mniejszych (Prowincja Matki Bożej Anielskiej - zwana reformacką) i 12 listopada przyjął imię Brunon. Przebywał w klasztorach w Przemyślu, Stopnicy, Kętach, Włocławku, Krakowie i Lwowie. Śluby zakonne złożył 6 marca 1932. Od roku 1933 pracował w klasztorze w Sądowej Wiszni, a od 1937 r. pracował w klasztorze w Chełmie. Już w 1939 r. został aresztowany przez Niemców  razem z innymi braćmi i uwięziony w zamku lubelskim. W czerwcu 1940 r. został wywieziony do niemieckiego obozu koncentracyjnego Sachsenhausen, a w grudniu tego samego roku przewieziono go do obozu Dachau. 21 sierpnia 1942 r. zmarł tam na skutek nieludzkiego traktowania.
Beatyfikowany przez papieża Jana Pawła II 13 czerwca 1999 roku w Warszawie w grupie 108 błogosławionych męczenników.

## Książki poświęcone błogosławionemu Brunonowi
- Bogdan Brzuszek: Błogosławiony brat Brunon Jan Zembol. Włocławek: Wydaw. Duszpasterstwa Rolników, 2001. ISBN 83-88743-13-9. Brak numerów stron w książce